# Jenchela
Jenchela o Khenchela (en árabe خنشلة, llamada antiguamente Mascula) es una ciudad de Argelia. Es la capital de la provincia del mismo nombre. Está situada sobre los montes Aurés, a unos 1200 metros sobre el nivel del mar.